# Manassas National Battlefield Park
Le Manassas National Battlefield Park est une aire protégée américaine créée le 10 mai 1940 sous la forme d'un parc de champ de bataille national pour préserver des sites de la guerre de Sécession : ceux de la première bataille de Bull Run (21 juillet 1861) et de la seconde bataille de Bull Run (28 au 30 août 1862). Ces affrontements sont également connus comme les batailles de Manassas du côté confédéré.
Aujourd'hui, ce parc offre aux visiteurs l'occasion d'explorer le terrain historique où les hommes se sont battus et sont morts il y a plus d'un siècle. Plus de 900 000 personnes visitent le champ de bataille chaque année.